# Johann Peitler
Johann Peitler (* 8. Juni 1838 in Rennweg, Bezirk Spittal an der Drau; † 16. Juli 1917 ebenda) war Verweser und Abgeordneter zum Österreichischen Abgeordnetenhaus.

## Leben
Johann Peitler war Sohn des Landwirts Michael († 1870). Er war bis 1914 Landwirt in Rennweg.
Johann Peitler war auch Bürgermeister von Rennweg.
Er war römisch-katholisch und seit 1883 verheiratet mit Veronika Dullnig, mit der er vier Töchter und drei Söhne hatte, wobei einer der drei Söhne jung verstorben ist.

## Politische Funktionen
Johann Peitler war aufgrund einer Nachwahl nach dem Tod von Oswald Nischelwitzer vom 16. Oktober 1894 bis zum 22. Januar 1897 Abgeordneter des Abgeordnetenhauses im Reichsrat (VIII. Legislaturperiode), Kronland Kärnten, Kurie Landgemeinden 4, Regionen Spittal, Gmünd, Millstatt, Greifenburg, Obervellach, Winklern, Hermagor, Kötschach.

## Klubmitgliedschaften
Johann Peitler gehörte ab 1894 dem Klub der Konservativen an. Ab dem 16. November 1895 war er fraktionslos, doch schon ab dem 26. November 1895 war er Mitglied im katholisch-konservativen Klub der Katholischen Volkspartei.